# ولادیمیر الکنو
ولادیمیر رومانوویچ اَلِکنو (روسی: Владимир Романович Алекно؛ زاده پولوتسک در ۴ دسامبر ۱۹۶۶) بازیکن سابق و مربی فعلی والیبال اهل روسیه است. او دارنده مدال طلا المپیک ۲۰۱۲ لندن با تیم روسیه است.

## زندگی‌نامه

### بازیکن
الکنو در تاریخ ۴ دسامبر ۱۹۶۶ در پولوتسک ویتبسک از یک مادر بلاروسی و پدر لیتوانیایی متولد شد و شروع فعالیت ورزشی او در سن ده سالگی آغاز و در سال ۱۹۸۰ به دانشگاه دولتی بلاروس رفت و عضو تیم دانشگاه شد. او والیبال را در مدرسه مینیسک به صورت حرفه‌ای دنبال کرد. الکنو در اولین گام در سال ۱۹۸۴ به زسکا مسکو پیوست و از سال ۱۹۸۷ تا ۱۹۹۰ عضو باشگاه زسکا مینسک بود و توانست با زسکا مسکو سه سال متداوم جام قهرمانی مسابقات قهرمانی شوروی، یک قهرمانی جام اتحاد جماهیر شوروی و دو جام قهرمانی سوپر جام اروپا را بالای سر ببرد و در اوایل کار حرفه ای خود قهرمانی را تجربه نماید. الکنو در سال ۱۹۹۲ وارد ایتالیا شد و پس از چهار سال حضور در سری ب، سپس به فرانسه نقل مکان کرد و به عضویت باشگاه آ.اس. کن درآمد و در این تیم موفق به کسب دو قهرمانی پرو آ شد.

### مربیگری
ولادیمیر الکنو از سال ۲۰۰۱ به مربیگری روی آورد. او در اولین تجربه خود به عنوان مربی با باشگاه تور فرانسه قرارداد بست. قهرمانی در جام حذفی فرانسه اولین دست‌آورد او در مربیگری بود و سال بعد هم دومین دست‌آورد خود را با قهرمانی در لیگ پرو آ در سال ۲۰۰۴ تکمیل نمود و پس از آن به خانه بازگشت و با دینامو مسکو قراردادی سه ساله امضا نمود.
او در سه سال حضور خود در مسکو موفق به کسب جام قهرمانی در سوپر لیگ روسیه ۲۰۰۶ و قهرمانی جام حذفی روسیه در سال ۲۰۰۷ شد و سال بعد با مذاکره متعدد فدراسیون والیبال روسیه ۲۰ مارس همین سال هدایت تیم ملی روسیه را بر عهده گرفت و تا سال ۲۰۰۸ عملکردی درخشان را از خود به جای گذاشت و توانست با هدایت خود روسیه را به مدال نقره جام جهانی و لیگ جهانی ۲۰۰۷ و مدال برنز بازی‌های المپیک ۲۰۰۸ برساند.
او در فصل ۲۰۰۸ هدایت باشگاه زنیت کازان را بر عهده گرفت. الکنو در این سه سال سبک تازه‌ای از تمرینات مدرن بر پایه بدنسازی و شیوه بازی تاکتیک قدرتی را به تیم ملی و بعد به باشگاه زنیت کازان تزریق نمود. الکنو تا سال ۲۰۱۹ هفت قهرمانی سوپر لیگ روسیه را به دست آورد و در سال ۲۰۱۰ برای هدایت تیم ملی روسیه به سمت خود بازگشت، در حالی که به عنوان سرمربی تیم زنیت کازان در سمت خود باقی ماند. الکنو با این دست‌آوردهای خود جام‌های متعددی را به تالار افتخارات زنیت کازان اضافه نمود و تیم زنیت تحت هدایت وی از سال ۲۰۱۱ به عنوان یکی از قدرتمندترین و باثبات‌ترین تیم‌های والیبال اروپا و جهان سر زبان‌ها افتاد. مدال طلا جام جهانی و لیگ جهانی ۲۰۱۱ از اولین دست‌آوردهای او برای روس‌ها بعد از بازگشت بود. الکنو در بازی‌های المپیک ۲۰۱۲ پس از آنکه روسیه را به فینال رسانید در دیدار فینال مقابل برزیل قرارگرفت. الکنو پس از عقب افتادن ۲ ست، دست به بازآرایی ترکیب و تغییر تاکتیک تیم خود زد و با این رویه روند بازی را تغییر داد و روسیه را در یک مسابقه فوق دراماتیک به پیروزی رسانید و مدال طلا المپیک را برای روسیه به ارمغان آورد. این قهرمانی روسیه یکی از خاطره انگیزترین رویدادهای ورزشی المپیک محسوب شد. الکنو در سال ۲۰۱۲ از هدایت تیم ملی روسیه انصراف داد. وی برای بار سوم در سال ۲۰۱۵ پس از استعفای آندری ورنکوف به عنوان سرمربی تیم ملی روسیه انتخاب شد و تا سال ۲۰۱۶ در این سمت باقی ماند. الکنو از سال ۲۰۱۱ تا ۲۰۱۸ پنج جام قهرمانی لیگ قهرمانان اروپا را برای زنیت کازان به ارمغان آورد. الکنو در ۲۳ نوامبر سال ۲۰۲۰ با توافق با فدراسیون والیبال ایران با قراردادی ۳ ماهه به عنوان سرمربی، رسماً هدایت تیم ملی ایران را بر عهده گرفت و پس از المپیک ۲۰۲۰ از تیم ملی ایران جدا شد.

## جوایز

### فردی
- ۲۰۱۲ - شهروند افتخاری کازان
- ۲۰۱۲ - مدال مربی شایسته روسیه
- ۲۰۱۲ - مدال مربی شایسته تاتارستان
- ۲۰۱۲ - مرد سال ورزش روسیه گروه آر بی کی
- ۲۰۱۳ - مدال افتخار فرمان رئیس‌جمهور روسیه (برای تلاش در جهت افزایش تفاهم عمومی بین ملت‌ها با ورزش)
- ۲۰۱۷ - مربی مرد سال کنفدراسیون والیبال اروپا
- ۲۰۱۹ - نشان دوستی فرمان رئیس‌جمهور روسیه (برای تلاش در جهت توسعه فرهنگ ورزشی و سال‌ها وظیفه‌شناسی)